# Ascarophis morrhuae
Ascarophis morrhuae is een rondwormensoort uit de familie van de Cystidicolidae. De wetenschappelijke naam van de soort is voor het eerst geldig gepubliceerd in 1871 door van Beneden.